# NGC 5094
NGC 5094 is een elliptisch sterrenstelsel in het sterrenbeeld Maagd. Het hemelobject werd op 27 maart 1786 ontdekt door de Duits-Britse astronoom William Herschel.

## Synoniemen
- MCG -2-34-37
- PGC 46580